# Девор, Аарон
Аарон Х. Девор (англ. Aaron Devor; род. в 1951; Канада) — канадский социолог и сексолог, известный своими исследованиями транссексуальности. Девор преподает в Викторианском университете с 1989 года, ранее был деканом аспирантуры. В настоящее время - заведующий кафедры трансгендерных исследований в Викторианском университете, а также основатель и академический директор Архива работ по трансгендерности в библиотеках университета. Канадский еженедельный новостной журнал Maclean's охарактеризовал Девора как «всемирно уважаемого эксперта по гендерным вопросам, вопросам пола и сексуальности».

## Ранняя жизнь и образование
Девор получил степень бакалавра в области психологии в Йоркском университете в 1971 году, степень магистра коммуникаций в Университете Саймона Фрейзера в 1985 году и степень доктора философии в социологии в Вашингтонском университете в 1990 году. В возрастеп 51 года, в 2002 году, Девор сделал трансгендерный переход.

## Карьера
Девор был членом рабочей группы HBIGDA, которая разработала шестое и седьмое издание Стандартов помощи транссексуальным, трансгендерным и гендерно-неконформным людям. В настоящее время он является членом комитета по созданию восьмому издания и является председателем комитета по архивам. Он собрал рассказы о транссексуальном опыте от первого лица и провел обширное биографическое исследование транс-мужчины Рида Эриксона.
Книга Девора «Архивы трансгендеров: основы будущего» стала финалистом литературной премии «Лямбда» в категории научно-популярной литературы в 2015 году.
В 2016 году через свой Фонд Дженнифер Прицкер пожертвовала 2 миллиона долларов на создание первой в мире академической кафедры трансгендерных исследований в Викторианском университете; Девор был выбран первом председателем кафедры.

## Выборочная библиография
- Devor, H (1989). Gender Blending: Confronting the Limits of Duality. Indiana University Press, ISBN 978-0-253-20533-9 *889
- Devor, H (1994). Transsexualism, Dissociation, and Child Abuse An Initial Discussion Based on Nonclinical Data. Journal of Psychology & Human Sexuality Volume: 6 Issue: 3
- Devor, H (1997). FTM: Female-to-Male Transsexuals in Society. Indiana University Press, Second Edition (2016) ISBN 978-0253022868
- Devor, A. H, & Matte, N (2004). "ONE Inc. and Reed Erickson: The Uneasy Collaboration of Gay and Trans Activism, 1964-2003." GLQ: A Journal of Gay and Lesbian Studies, 10(2), 179–209.
- Devor, A. & Wilson, M. (Eds.) (2019). "Glimmerings: Trans Elders Tell Their Stories". Transgender Publishings, ISBN 978-1775102748